# Akalyptoischion hormathos
Akalyptoischion hormathos es una especie de coleóptero de la familia Latridiidae.

## Distribución geográfica
Habita en California  (Estados Unidos).